# Zăpodeni
Zăpodeni é uma comuna romena localizada no distrito de Vaslui, na região de Moldávia. A comuna possui uma área de 101.16 km² e sua população era de 4120 habitantes segundo o censo de 2007.